# Liste der syrischen Botschafter in China
Der syrische Botschafter in China ist der ständige Vertreter Syriens in der Volksrepublik China. Die syrische Botschaft befindet sich in 6 Dong Si Jie, Sanlitun, Peking.
| Ernannt / Akkreditiert | Name                     | arabisch      | ernannt von        | akkreditiert bei | Posten verlassen |
| ---------------------- | ------------------------ | ------------- | ------------------ | ---------------- | ---------------- |
| Jan. 1960              | Salah El Dine Tarazi     |               | Schukri al-Quwatli | Liu Shaoqi       | 1962             |
| 1962                   | Ibrahim Khoury           |               | Nazim al-Kudsi     | Liu Shaoqi       | 1963             |
| 1964                   | Hilal Raslan             |               | Amin al-Hafez      | Liu Shaoqi       | 1965             |
| 1966                   | Bachir Sadek             |               | Nureddin al-Atassi | Liu Shaoqi       | 1968             |
| 1969                   | Youssef Chakra           |               | Nureddin al-Atassi | Dong Biwu        | 1972             |
| 21. Juli 1972          | Jabr al Atrash           |               | Hafiz al-Assad     | Dong Biwu        | 1976             |
| 1976                   | vacant                   |               | Hafiz al-Assad     | Song Qingling    | 1981             |
| 1981                   | Zakaria Shuraiki         | زكريا شريقي   | Hafiz al-Assad     | Ye Jianying      | 2001             |
| 2002                   | Mohammed Kheir al Wadi   |               | Baschar al-Assad   | Jiang Zemin      | 2007             |
| 2008                   | Wadi Wang                |               | Baschar al-Assad   | Hu Jintao        | 2008             |
| 2009                   | Khalaf Muhammad al Jarad | خلف محمد جراد | Baschar al-Assad   | Hu Jintao        | 2010             |
| 1. März 2012           | Imad Moustapha           |               | Baschar al-Assad   | Hu Jintao        |                  |